# فوجيوارا نو تويوناري
فوجيوارا نو تويوناري (باليابانية : 藤原豊成، هو نبيل عاش في الفترة بين عام  704 و 765 الميلادي) أشتهر بكونه رجل دولة ورجل حاشية وسياسي ياباني خلال فترة نارا .

## حياته المهنية
خدم تويوناري كوزير خلال فترة حكم الأباطرة شومو ، شوتوكو ، جونين والإمبراطورة كوكين .
- خلال عام 749 ( في الشهر الرابع ): تمت ترقية تويوناري من رتبة دايناجون إلى رتبة تعادل وزير اليمين . [2]
- في عام 765 ( في التينروكو الثالث في الشهر الحادي عشر ): توفي تويوناري عن عمر يناهز 62 عامًا. [3]

## نسبه
يعتبر تويوناري من عشيرة فوجيوارا هو ابن موشيمارو .  أشقاءوه هم ناكامارو  و أوتومارو .  و هو والد فوجيوارا نو تسوجيناوا .  و والد الأميرة تشوجو